# Iliá Ivanov
Iliá Ivánovich Ivanov (en ruso: Илья́ Ива́нович Ивано́в; 1 de agosto (20 de julio) de 1870-20 de marzo de 1932) fue un biólogo soviético y ruso que se especializó en el campo de la inseminación artificial y la hibridación interespecífica de animales. Estuvo involucrado en los polémicos intentos de crear un híbrido humano-simio.

## Biografía
Iliá Ivánovich Ivanov nació en la ciudad de Shchigry, Kursk Gubérniya, Rusia. Se graduó en la Universidad de Járkov en 1896 y se convirtió en profesor a tiempo completo en 1907. Trabajó como investigador en la reserva natural de Askania-Nova, también para el Instituto Veterinario Experimental Estatal (1917-1921, 1924-1930), para la Estación Experimental Central para Investigar la Reproducción de los Animales Domésticos (1921-1924), y el instituto Superior Zootécnico de Moscú (1928-1930).
Con el cambio de siglo, Iliá Ivanov perfeccionó la inseminación artificial y su uso práctico para la cría de caballos. Demostró que esta tecnología permitía a un semental fertilizar a 500 yeguas (en vez de 20-30 por fertilización natural). Los resultados fueron sensacionales para su tiempo, y la estación de Ivanov era frecuentada por criadores de caballos de todas las partes del mundo.
Iliá Ivanov también fue pionero en la práctica de la inseminación artificial por obtener varios híbridos interespecíficos. El primero, o uno de ellos, fue el cebroide (híbrido de cebra y burro), el zubrón (híbrido de bisonte y vaca doméstica) y un híbrido de un antílope y una vaca, de ratón y rata, de ratón y cobaya, cobaya y conejo, conejo y liebre y muchos otros.

## Experimentos de hibridación humano-simio
Sus estudios más polémicos fueron sus intentos de crear un híbrido hombre-simio. A comienzos de 1910 presentó en el Congreso Mundial de Zoólogos en Graz en el cual describió la posibilidad de obtener un híbrido hombre-simio a través de inseminación artificial.
En 1924, mientras trabajaba en el Instituto Pasteur en París, Ivanov obtuvo permiso de los directores del instituto para usar la estación experimental de primates en Kindia, Guinea Francesa, para tal experimento. Ivanov intentó ganar apoyo para su proyecto del gobierno soviético. Envió cartas al Comisario del Pueblo en Educación y Ciencia Anatoli Lunacharski y a otros oficiales. La propuesta de Ivanov despertó finalmente el interés de Nikolái Gorbunov, jefe del Departamento de Instituciones Científicas. En septiembre de 1925, Gorbunov ayudó a destinar 10.000 dólares a la Academia de Ciencias para los experimentos de hibridación humano-simio en África.
En marzo de 1926, Ivanov llegó a la instalación de Kindia, pero solo estuvo un mes sin éxito. Resultó que no tenía chimpancés sexualmente maduros. Volvió a Francia donde mandó cartas al gobernador de la Guinea Francesa para establecer experimentos en los jardines de Conakri.
A su regreso a la Unión Soviética en 1927, Ivanov comienza un esfuerzo para organizar experimentos de hibridación en Sujumi usando esperma de chimpancé y hembras humanas. Finalmente en 1929, gracias a la ayuda de Gorbunov, obtuvo el apoyo de la Sociedad de Biólogos Materialistas, un grupo asociado con la Academia Comunista. En la primavera de 1929, la Sociedad creó una comisión para planificar los experimentos de Ivanov en Sujumi. Decidieron que se necesitarían al menos cinco mujeres voluntarias. Sin embargo, en junio de 1929, antes de que se hiciera ninguna inseminación, Ivanov descubrió que el único simio macho (un orangután) que había superado la pubertad en Sujumi había muerto. No llegarían más primates a Sujumi hasta el verano de 1930.
En el curso de la reorganización política general en el mundo científico soviético, Gorbunov y varios científicos implicados en la planificación de los experimentos de Sujumi perdieron sus posiciones. En la primavera de 1930, Ivanov fue la diana de críticas políticas en su instituto veterinario. Finalmente el 13 de diciembre de 1930, Ivanov fue arrestado. Fue condenado a cinco años de exilio a Alma Ata, donde trabajó para el Instituto Veterinario-Zoólogo kazajo hasta su muerte por un derrame cerebral el 20 de marzo de 1932. El renombrado fisiólogo y psicólogo Iván Pavlov escribió un obituario para él.

## Cultura popular
Su obra fue una de las fuentes de inspiración de la ópera satírica inacabada Orango, cuyo prólogo fue esbozado en 1932 por Dmitri Shostakóvich con un libreto de Alekséi Nikoláyevich Tolstói y Aleksandr Ósipovich Starchakov pero el conjunto fue abandonado y desechado. El manuscrito fue encontrado por Olga Digonskaya, una musicóloga rusa, en el Museo Glinka, Moscú, en el 2004, y orquestada por Gerard McBurney; su trabajo fue estrenado el 2 de diciembre de 2011 en Los Ángeles, California, por La Filarmónica de Los Ángeles bajo Esa-Pekka Salonen (conductor) y puesta en escena por Peter Sellars (director).
La historia de los experimentos de hibridación humano-mono fue desarrollada en el episodio del canal de ciencia Dark Matters: Twisted But True.